# 太阳山路
太阳山路是中華人民共和國上海市靜安區境內的道路，共分兩段，西段位於上海火車站北廣場，東段西起大統路，東至共和新路。道路全长747米，宽12米至14.2米，车行道宽7.1至9.2米。道路建於中華民国8年（1919年），一開始道路起名太陽廟路，路名來自太陽廟。1964年改名太陽山路，路名來自宁夏太阳山镇。

## 太陽廟
太阳庙位於現今的大统路627号，於1896年由一道士修建。但後來太阳庙一度由僧人主持。太阳庙一度更名为太阳寺。一二八事變期間，國民革命軍第十九路军78师156旅旅長翁照垣在太阳庙設立临时指挥部，結果太阳庙的大殿、二殿、三殿均遭日軍炮击而毁。戰爭結束後，廢墟被难民佔領，剩下的佛殿仍由僧人管理。1967年時，當時正值文化大革命破四旧，留守太阳庙庙宇的几名僧人被驱逐出庙门。其残存的建筑和法器也遭受破坏，位於太阳山路187号仅存的太阳庙五殿成为闸北区烟糖公司的仓库。